# Іванешко Євген Костянтинович
Євген Костянтинович Іванешко (біл. Яўген Канстанцінавіч Іванешка; 1 жовтня 1936, Річиця, БРСР — 2013, Гомель) — білоруський художник, графік. Член Білоруської спілки художників (з 1967) і Творчого Союзу художників Міжнародної асоціації ЮНЕСКО (1993). Член Спілки художників СРСР. Жив і працював у місті Гомелі.

## Біографія
У 1955 році закінчує навчання в Московському академічному художньому училищі пам'яті 1905 року, а в 1972 році — в Ленінградському інституті живопису, скульптури та архітектури імені І. Ю. Рєпіна, за спеціальністю «теорія та історія мистецтва». Бере активну участь у виставках, починаючи з 1963 року.

## Основні роботи
Серед картин: «В майстерні художника», «Пам'яті батька», «Пам'яті поета М. Богдановича», «Старі окопи», «Сільський натюрморт», триптих «Земля моя рідна», «Моє дитинство», цикл «Пори року», «На батьківщині моїх предків», «Рідний пейзаж», «Холодний квітень», «Лісовий край», «Хліб наш насущний», «Старий колодязь», «Хомут», «Сільський натюрморт», «Небо».